# Seldschukische Architektur

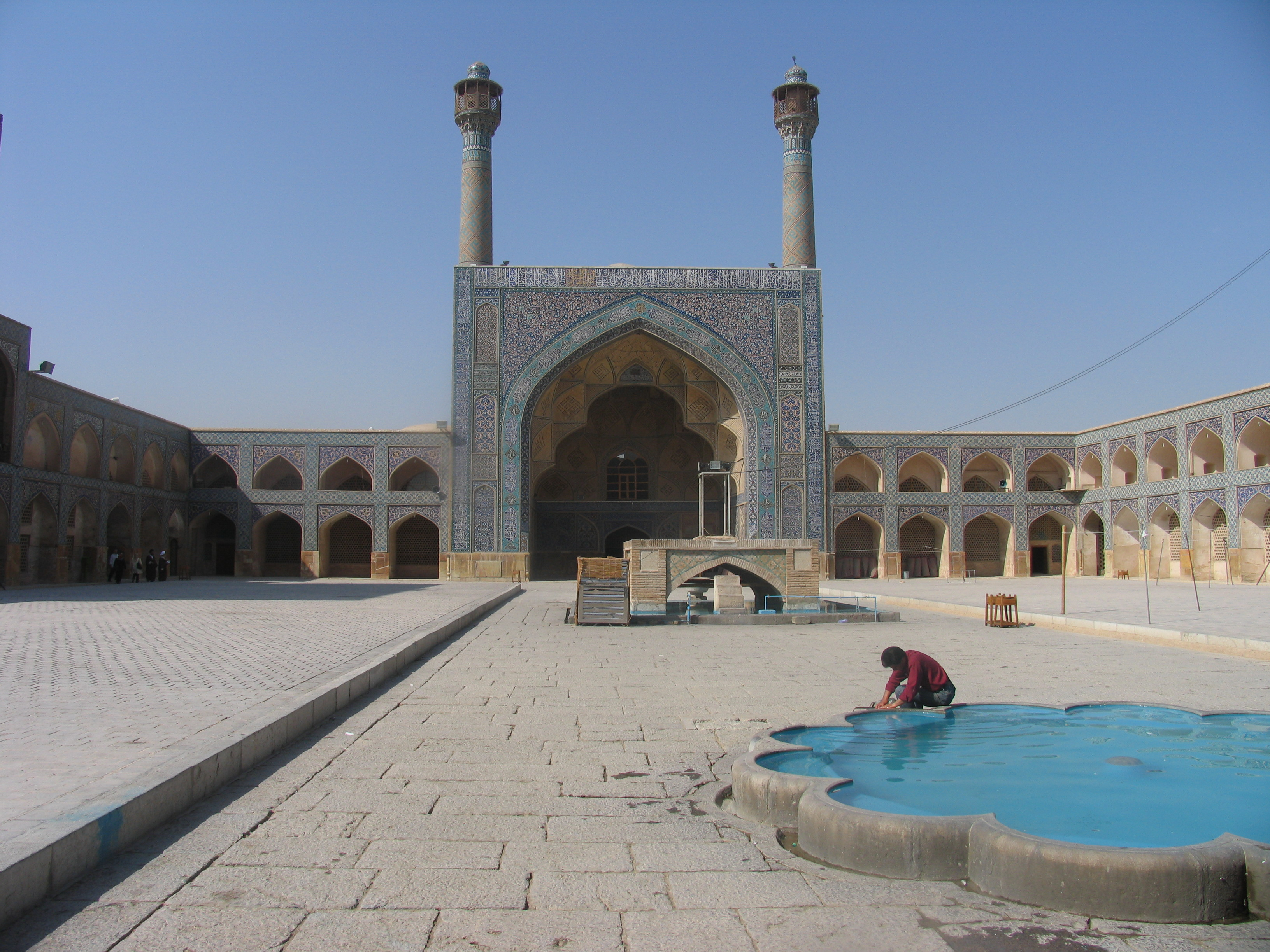
Großseldschukische Freitagsmoschee von Isfahan

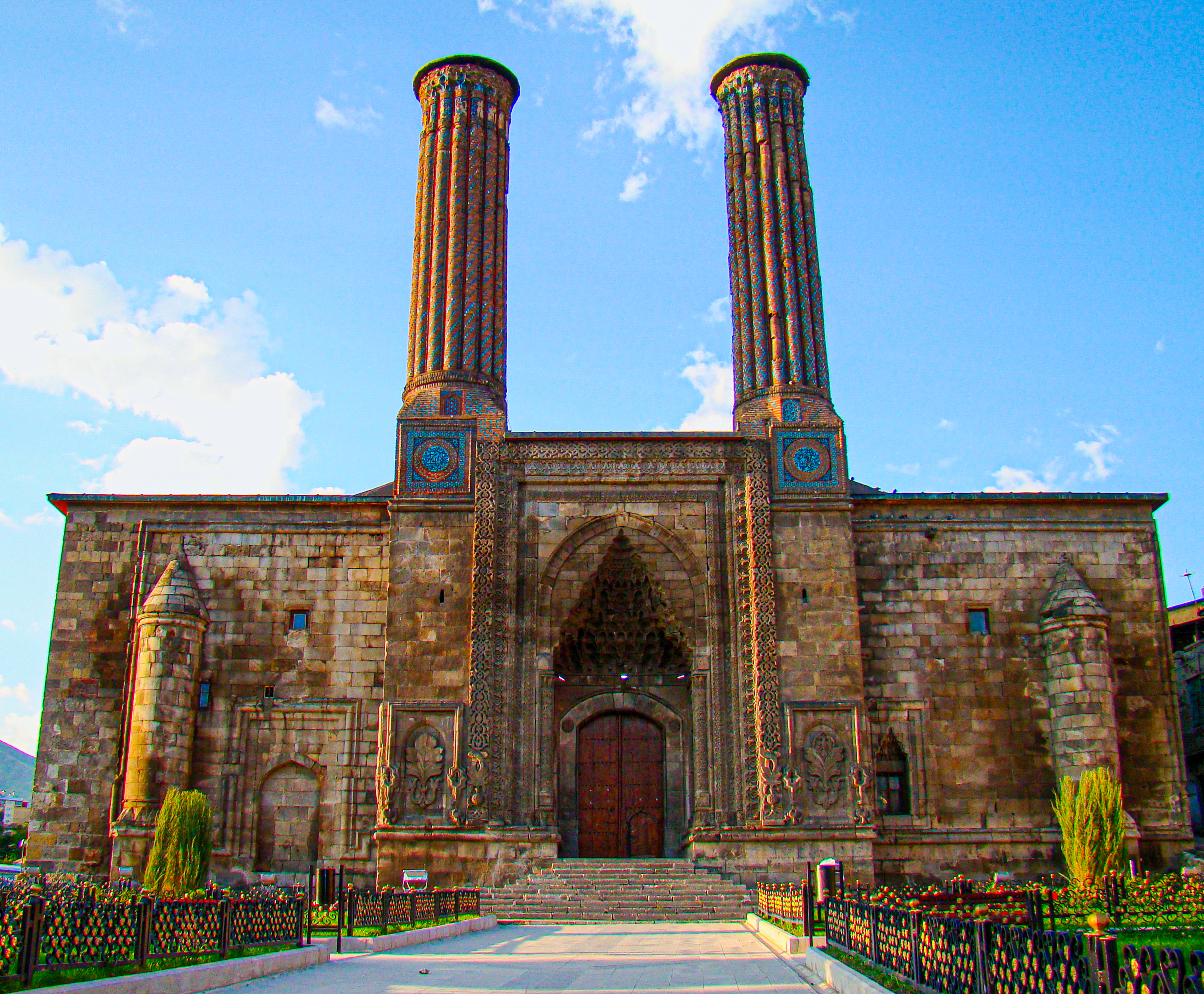
Rum-seldschukische Çifte-Minareli-Medrese in Erzurum

Der Beginn der Seldschukenherrschaft im 11. Jahrhundert markiert einen historischen Wendepunkt der islamischen Zivilisation. Seit der islamischen Expansion hatte die arabische Kultur die islamische Welt geprägt. Die Dynastie der Seldschuken begründete die politische und kulturelle Vorherrschaft turkstämmiger Völker. Die Architektur der großseldschukischen Herrscher in Persien sowie ihrer Vasallen, der Sultane von Rum, prägte eine Epoche der persischen Architektur ebenso wie die islamische Architektur Kleinasiens. Bis ins 15. Jahrhundert hinein blieb die seldschukische Baugestaltung ein stilistisches Vorbild für die frühe osmanische Architektur.

## Geschichtlicher Hintergrund

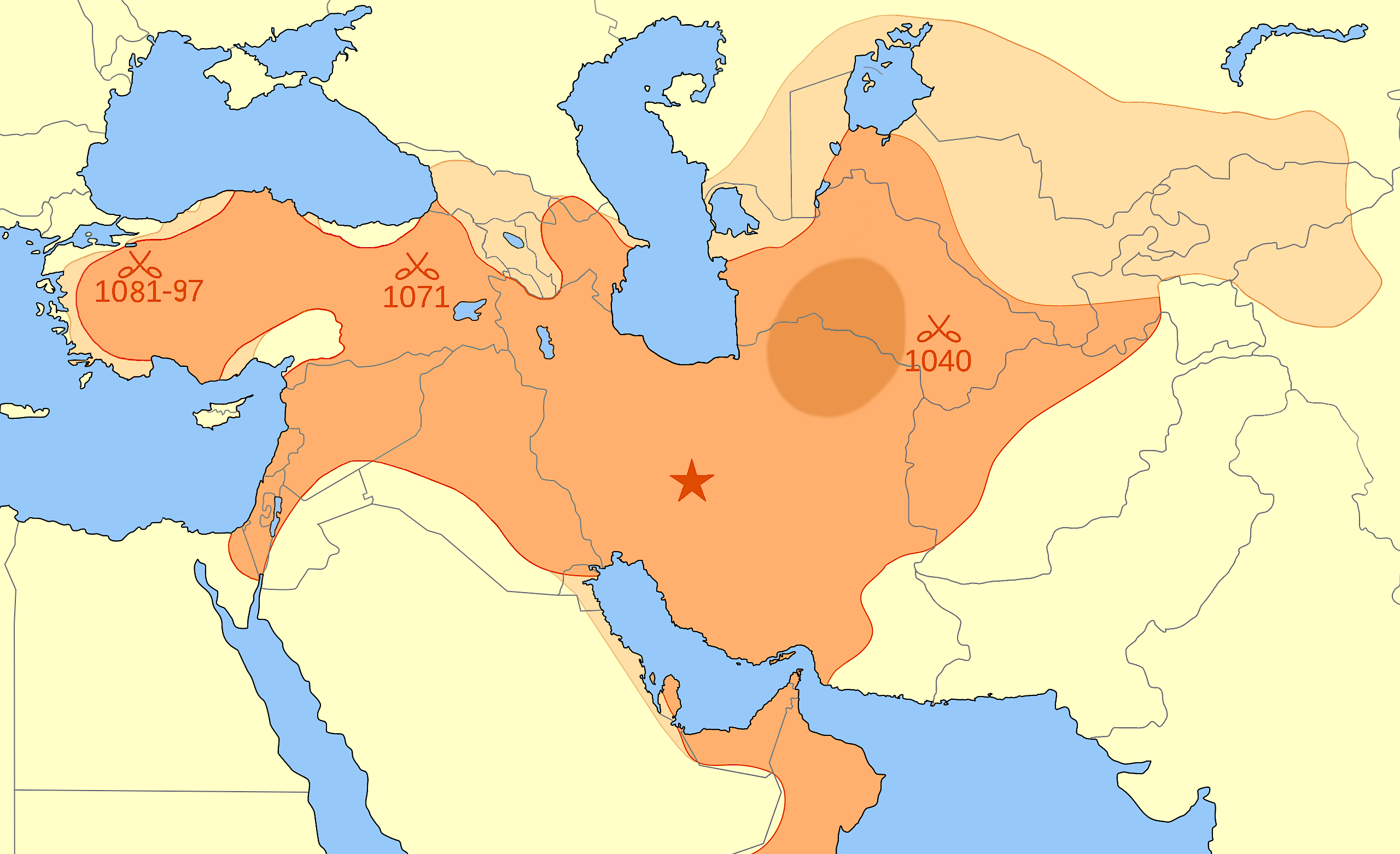
Karte des Seldschukenreichs

Die Seldschuken gehörten als Teil des Stammesverbands der Oghusen zu den im 8. Jahrhundert nach Transoxanien eingewanderten Turkvölkern. Unter ihren Anführern Tughrul Beg und Tschaghri Beg eroberten die Seldschuken 1034 Chorâsân und besiegten 1040 in der Schlacht von Dandanqan die Ghaznawiden. 1055 beendete Tughrul mit der Eroberung Bagdads die Schutzherrschaft der Bujiden über das Abbasidenkalifat. Tughrul Beg unterwarf große Teile Persiens und 1055 den Irak. Er verlegte die Hauptstadt des seldschukischen Reiches nach Rey in der Nähe des heutigen Teheran.
Nach dem Sieg über das byzantinische Reich in der Schlacht bei Manzikert 1071 dehnte der seldschukische Sultan Alp Arslan seine Herrschaft im Westen aus. 1077/8 ernannte Sultan Malik Şah I. Suleiman ibn Kutalmiş zum Gouverneur der neuen Provinz Anatolien. Deren Hauptstadt wurde Nikaia. Nach der Eroberung von Antiochia im Jahr 1086 erklärte sich Suleiman für unabhängig, wurde aber von Tutusch I., dem Bruder Malik Şahs, besiegt und hingerichtet. Im Zuge der Einwanderung großer Zahlen nomadischer Turkmenen entstanden in Anatolien unabhängige Emirate, darunter die Danischmenden, die zwischen ca. 1092 und 1178 die Region um Sivas, Kayseri und Malatya beherrschten, die Saltukiden (1092–1202) um Erzurum, die Ortoqiden (1098–1234) um Dunaysir, Mardin und Diyarbakır, und die Mengücek (1118–1252) um Erzincan und Divriği. Die Emirate der Danischmenden und Saltukiden gingen später im Sultanat der Rum-Seldschuken auf, die Ortoqidenherrschaft endete mit der Eroberung durch die ägyptischen Ayyubiden, die Herrschaft der Mengücek endete erst mit dem Untergang der Seldschukenherrschaft im Mongolensturm.
In der Schlacht vom Köse Dağ unterlagen die Seldschuken von Rum 1243 den Mongolen und mussten die Vorherrschaft der Ilchane anerkennen. Ende des 13. Jahrhunderts revoltierte der Gouverneur der Ilchane in Anatolien, Sülemiş, gegen Ghazan Ilchan. Die Schwäche des byzantinischen Reichs im Westen und des Ilchanidenreichs im Osten bot den turkstämmigen Beys die Gelegenheit, eigenständige kleinere Herrschaften zu errichten. Es entstanden die Beyliks, unter denen die Beyliks von Aydın (1313–1425) um Ephesos, Saruhan (1300–1410) um Manisa, und vor allem das Beylik von Osman I., aus dem ab 1299 innerhalb kurzer Zeit das Osmanische Reich entstehen sollte, architekturgeschichtliche Bedeutung erlangten.

## Architektur der Großseldschuken
Innerhalb von zwei bis drei Generationen hatte sich die Lebensweise zumindest der seldschukischen Elite radikal verändert: Ursprünglich lebten die nomadischen Steppenbewohner in Jurten, dem traditionellen zentralasiatischen Wohnzelt. Nach der Eroberung des Irans und Mesopotamiens übernahmen sie die Regierungs- und Verwaltungsstrukturen ihrer Vorgänger. Auf dem Gebiet der Architektur entwickelten die seldschukischen Architekten eine eigenständige Formensprache: Es gelang ihnen, bekannte Bauelemente wie den Zentralbau mit Kuppel oder Iwane schlüssig und harmonisch zusammenzufügen.

### Vorbilder

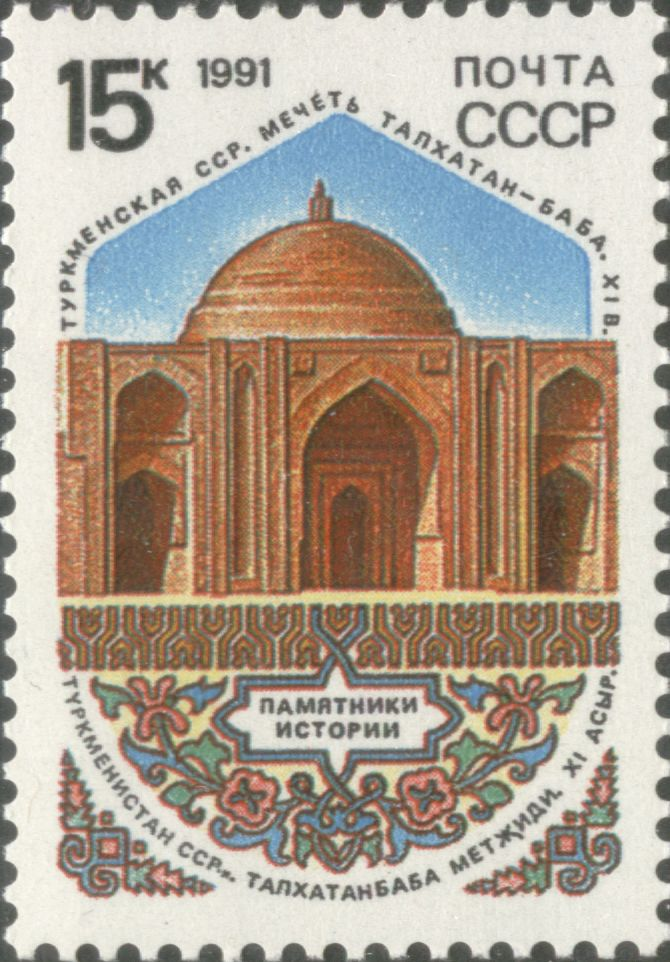
Talchatan-Baba-Moschee auf einer sowjetischen Briefmarke

Die Architektur der Seldschuken greift Vorbilder aus der Architektur der Karachaniden und Ghaznawiden auf: Zentralbauten wie die späteren seldschukischen Bautypen finden sich schon in der karachanidischen Architektur. Die Deggaron-Moschee aus dem 11. Jahrhundert in der Kleinstadt Chasar nahe Buchara ist aus Lehm- und Backsteinziegeln errichtet. Ihre 6,5 m weite Kuppel ruht mit vier Spitzbögen auf nur 30 cm breiten, niedrigen Säulen. Über jeder Hallenecke befinden sich kleinere, 3,6 m durchmessende Nebenkuppeln. Ein bedeutendes Beispiel für einen überkuppelten Zentralbau stellt die Talchatan-Baba-Moschee dar, etwa 30 km von Merw. Der ganz aus Ziegeln errichtete Bau aus dem 11. oder 12. Jahrhundert misst 18 × 10 m. Er besitzt eine Zentralkuppel; seitlich ist der Raum durch kleinere Kreuzgewölbe erweitert. Die Fassade ist mit Nischen gegliedert, durch unterschiedliche Ziegelsetzung ist die Fassade dekorativ gestaltet.
Der ghaznawidische Palastkomplex im südafghanischen Leşker-i Bāzār wurde 1948 von Schlumberger ausgegraben. Der Südpalast misst 164 × 92 m. Die Wände bestehen aus Lehmziegeln auf Backsteinfundamenten. Er besitzt einen 63 × 45 m großen Innenhof mit vier Iwanen. Weitere kleine Nebenhöfe sind ebenfalls nach dem Vier-Iwan-Schema gestaltet. An der Südfassade des Palastkomplexes wurden 1951 die Fundamente einer Moschee ausgegraben. Diese besaß zwei Seitenhallen mit je zwei Säulenreihen nördlich und südlich eines zentralen Abschnitts, dessen massive rechteckige Ziegelpfeiler sehr wahrscheinlich eine Kuppel getragen haben. Die Vorderfront des Gebäudes war offen.

### Einzelne Bauelemente
Die seldschukische Architektur verwendet die gleichen oder ähnliche Bauelemente für verschiedene Bauten. Moscheen, Karawansereien, Medresen und Grabmäler können als Halle oder Zentralbau mit oder ohne Kuppel, Hof, Riwaq-Arkaden, Iwanen oder Minaretten errichtet werden. Für sich betrachtet, leiten sich die einzelnen Bauelemente von teilweise sehr viel älteren Vorbildern ab. Die architekturgeschichtliche Leistung der bis auf wenige Ausnahmen namenlosen seldschukischen Architekten besteht in der Synthese dieser Elemente zu einheitlichen und architektonisch stimmigen, stiltypischen Bauten.

#### Kuppel- und Gewölbeformen
Schon in sassanidischer Zeit war das System der Ecktrompen bekannt, mittels dessen einem rechteckigen Unterbau eine runde Kuppelschale aufgesetzt werden kann. Die Bauweise aus Backsteinen, die in einer verhältnismäßig dicken Mörtelschicht verlegt wurden, erlaubte ein freies Aufmauern der Kuppel ohne Verwendung eines Lehrgerüsts. Die sphärischen Dreiecke der Trompen wurden in weitere Untereinheiten oder zu Nischensystemen aufgespalten. Aus diesen ergab sich ein komplexes Spiel von Stützen und Verstrebungen, letztlich ein ornamentales räumliches Muster aus kleinteiligen Elementen, die die Schwere des Baukörpers optisch aufheben.
Für den islamischen Osten typisch wurde das nicht-radiale Rippengewölbe, ein von einer Scheitelkuppel überfangenes System aus sich kreuzenden Gewölberippenpaaren. Ausgehend von der Freitagsmoschee von Isfahan lässt sich diese Gewölbeform in der ostislamischen Architektur bis in die safawidische Zeit anhand von Schlüsselbauten nachverfolgen. Die Hauptmerkmale dieses Gewölbetyps sind:
1. Ein typenprägendes Geviert sich kreuzender Gewölberippen, manchmal durch Verdopplung und Verschränkung zu einem achteckigen Stern ausgebildet;
2. das Wegfallen einer Übergangszone zwischen Gewölbe und Stützsystem;
3. eine auf dem Rippengerüst reitende Scheitelkuppel oder Laterne.

In der seldschukischen Architektur bilden die sich kreuzenden Rippenpaare noch das Hauptelement des Baudekors.

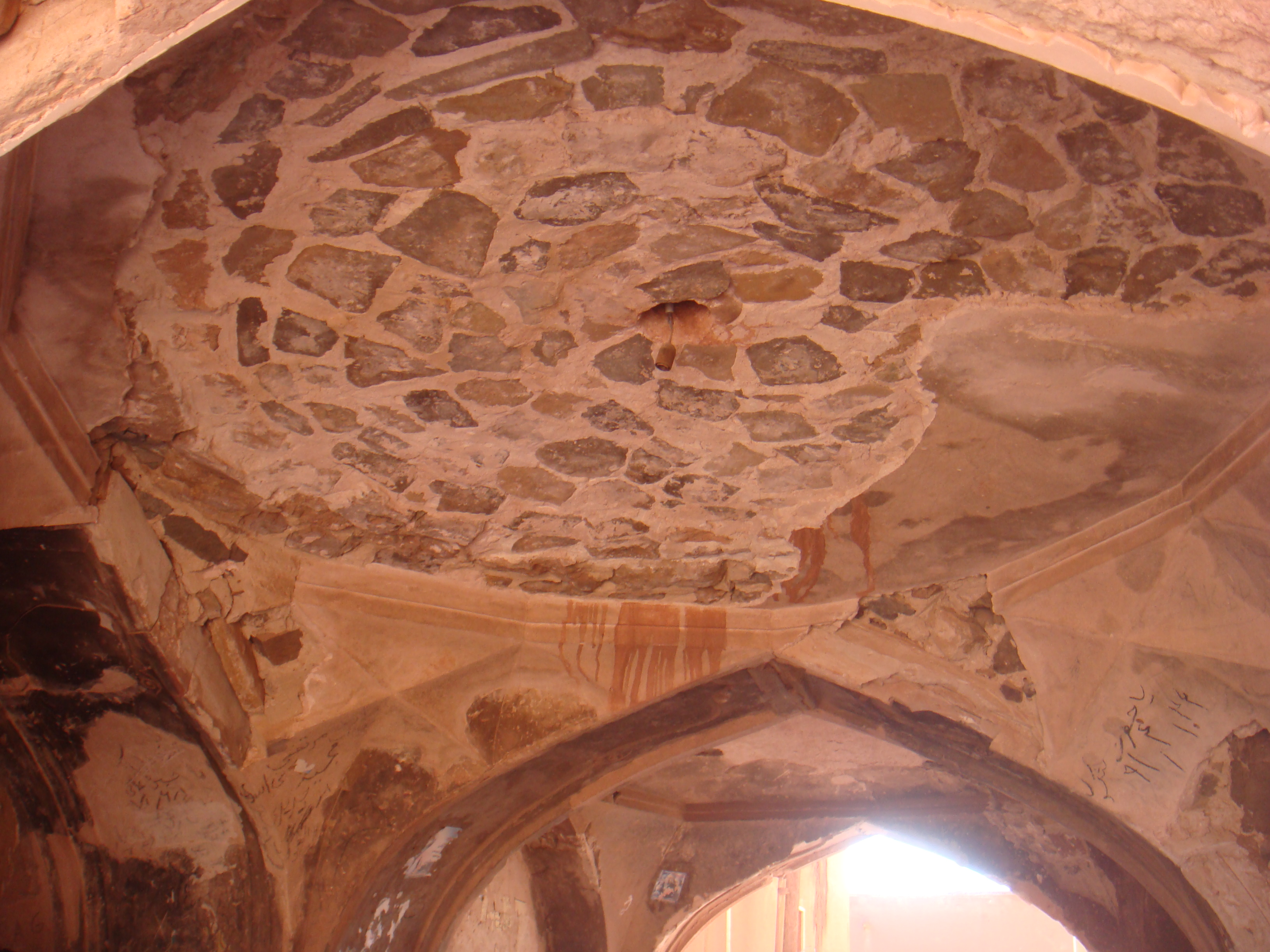
Kuppel des Feuertempels von Harpak in Abyaneh
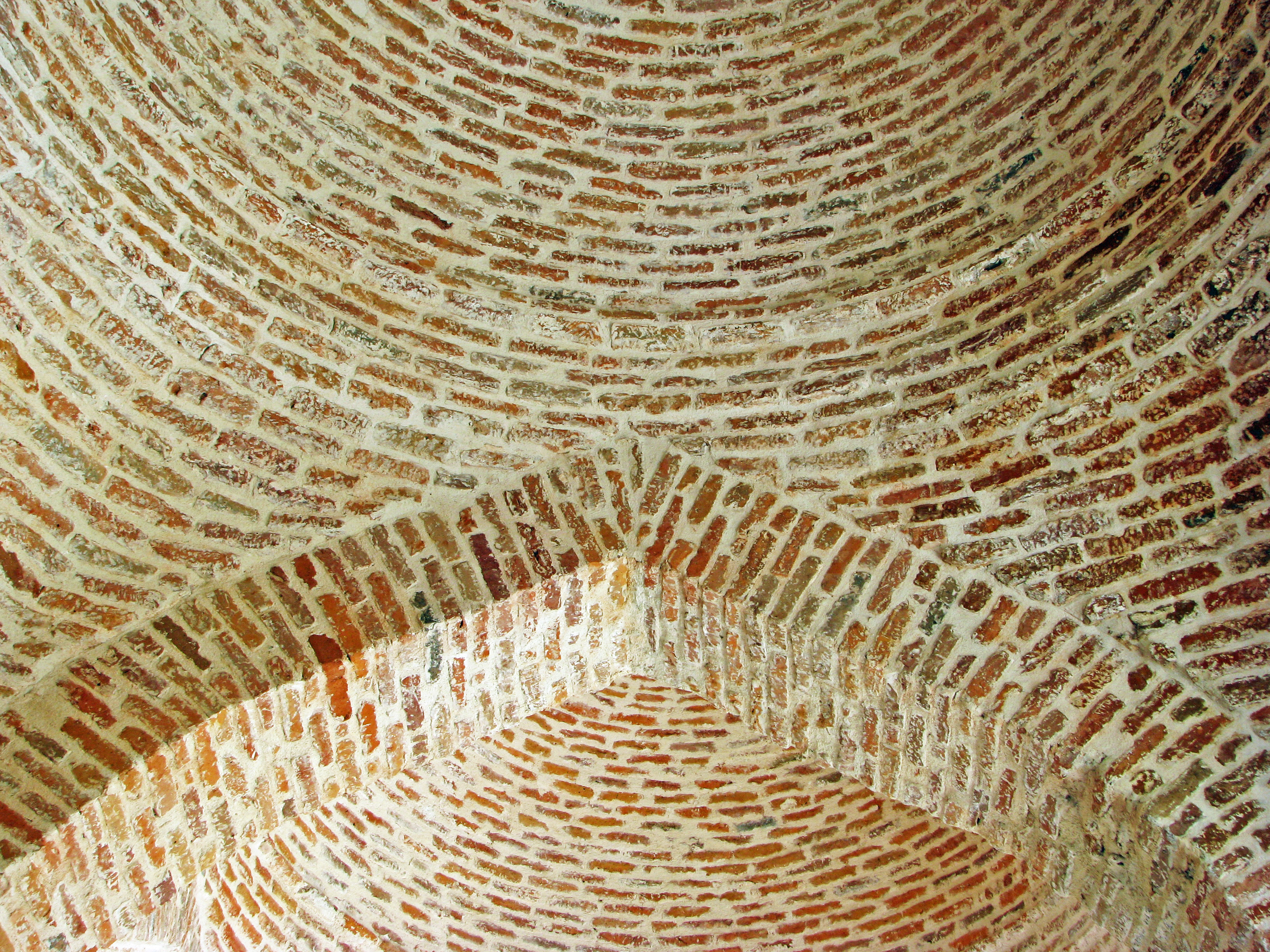
Trompenkuppel der Süleymaniye-Moschee, Alanya
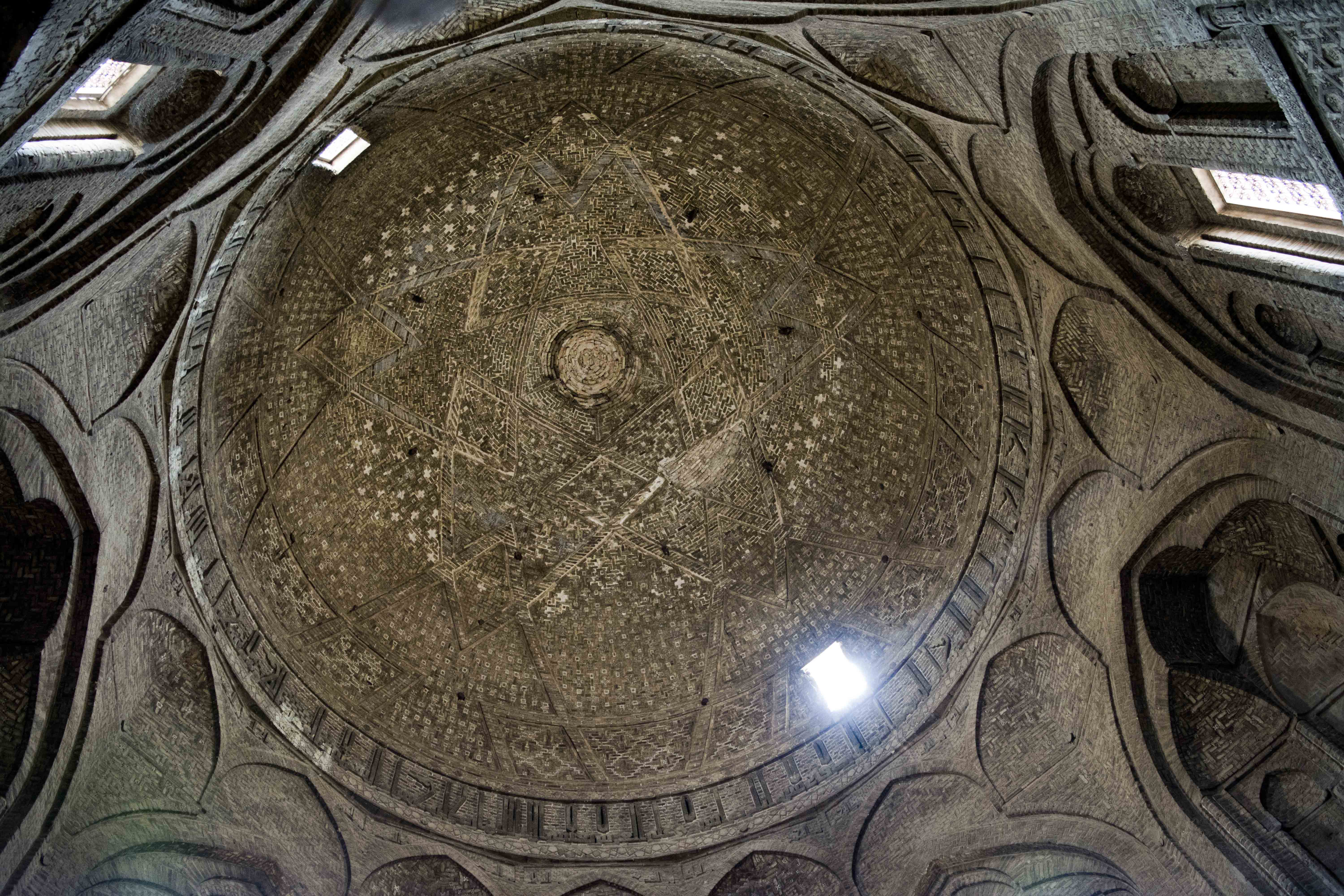
Freitagsmoschee von Isfahan, Innenansicht der Nordkuppel
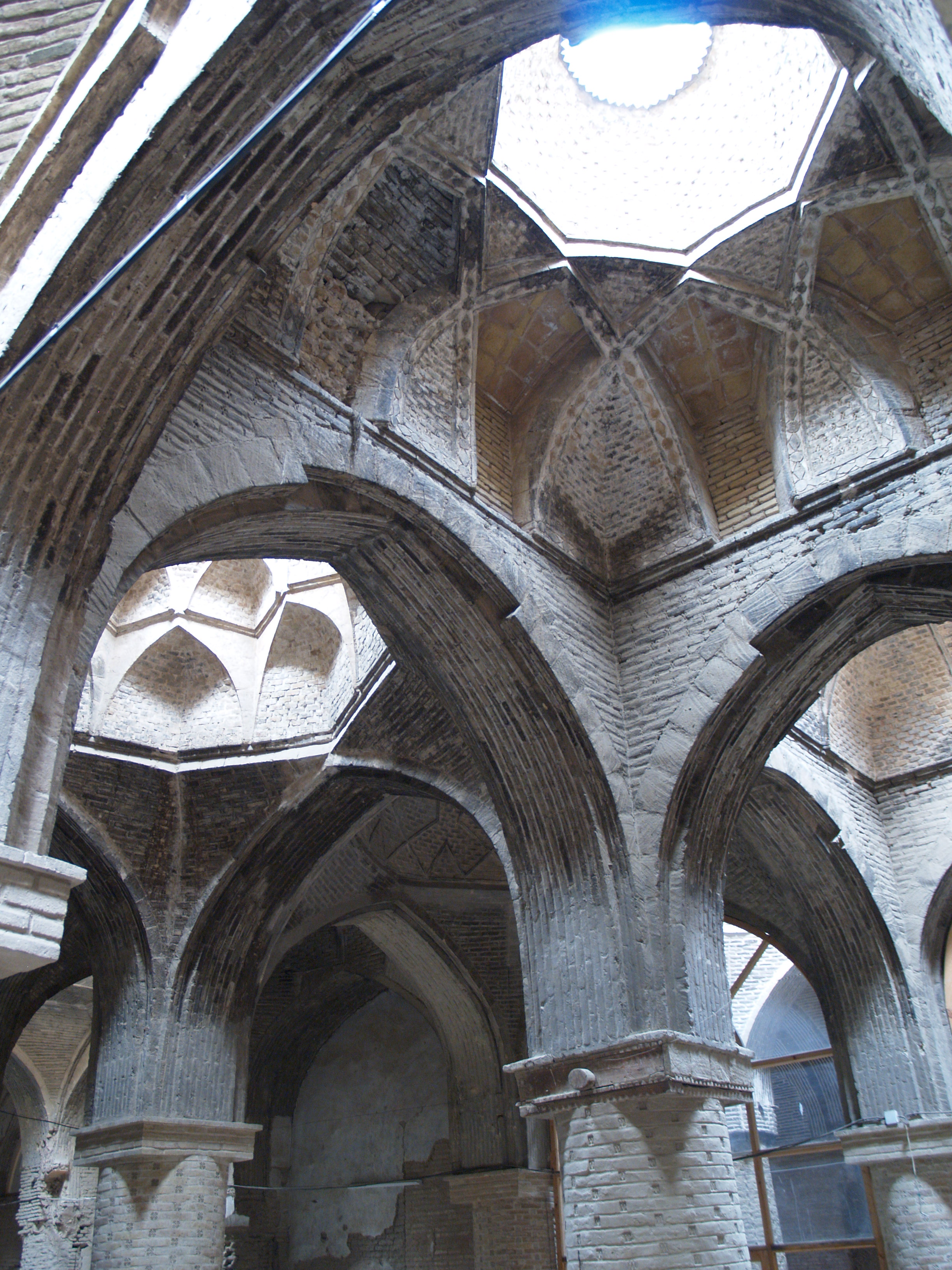
Nicht-radiales Rippengewölbe in der Freitagsmoschee von Isfahan

#### Minarette
Am häufigsten verwendeten die iranischen Großseldschuken die schlanke, zylindrische Bauform des Minaretts. Das älteste erhaltene Manar aus seldschukischer Zeit ist dasjenige der Tārichāne-Moschee in Damghan aus der Zeit Tughrul Begs (1058). Es ist auch der erste seldschukische Bau, bei dem die Verwendung glasierter Ziegel bekannt ist. Durch die versetzte Anordnung der Ziegel in der Turmwand entsteht ein eindrucksvoller dekorativer Effekt. Das ähnlich gestaltete Minarett der Masdschid-i Maidan in Saveh wird von Aslanapa in die Zeit Alp Arslans (1061) datiert. Weitere seldschukische Minarette stehen in den Freitagsmoscheen von Kaschan und Barsiyan nahe Isfahan. Erstmals wurden auch Fassaden mit zwei gleichförmigen Minaretten ausgestattet.

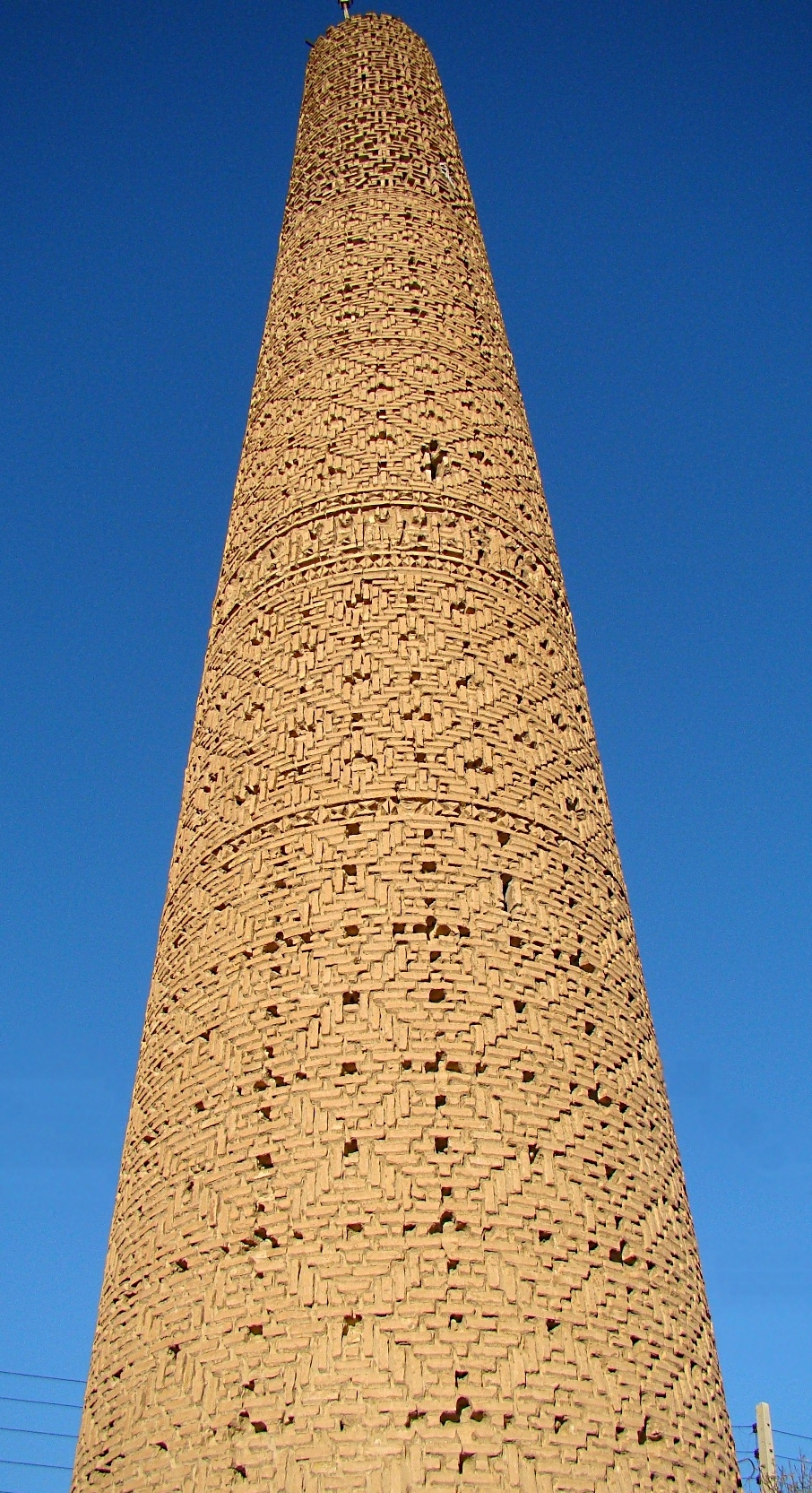
Minarett der Tārichāne-Moschee in Damghan
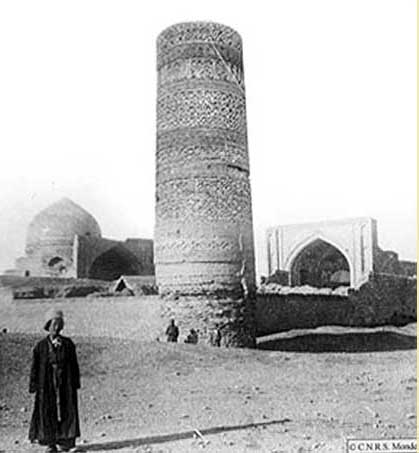
Minarett der Masdschid-i Maidan in Saveh
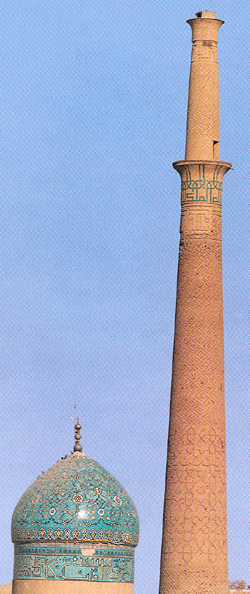
Minarett der Ali-Moschee in Isfahan
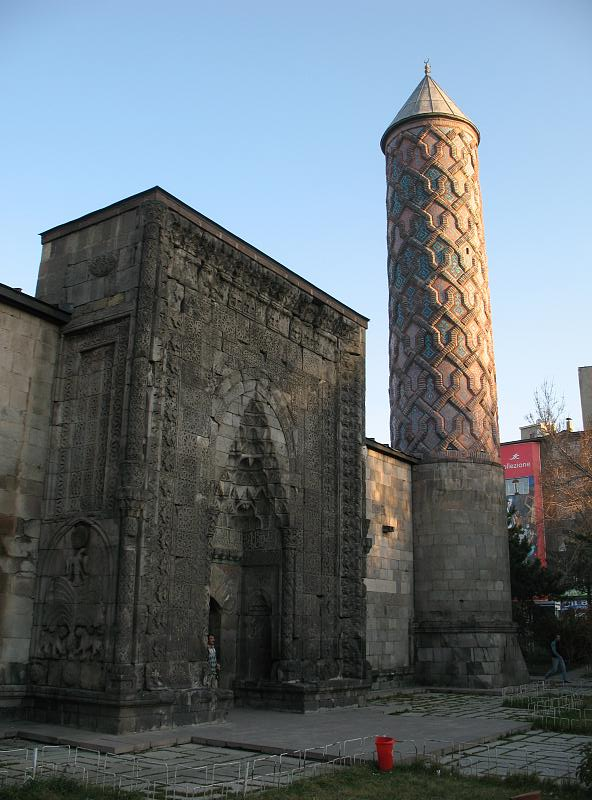
Yakutiye-Medrese in Erzurum

### Moscheen
Zwischen etwa 1080 und 1160 wurden die bedeutenden seldschukischen Moscheen errichtet. Die seldschukischen Architekten entwickelten aus der klassisch-islamischen Hallenmoschee einen monumentalen Bautyp, der aus einer Halle besteht, über deren Mihrabnische sich eine weite Kuppel wölbt. Die klassische Bauform des von Riwaq-Arkaden gesäumten Hofs (Sahn) wurde durch Einfügen von vier Iwanen erweitert. In allen Bauten befindet sich eine Kuppelhalle mit vorgelagertem Iwan im Zentrum. Auf der Längs- und Querachse eines kreuzförmigen Grundrisses stehen sich jeweils zwei Iwane in der Mitte der Riwaqreihen jeder Hofseite gegenüber. Der Vier-Iwan-Plan prägt bis in die Moderne die Gestaltung iranischer Moscheen und Madrasas.

#### Freitagsmoschee von Isfahan

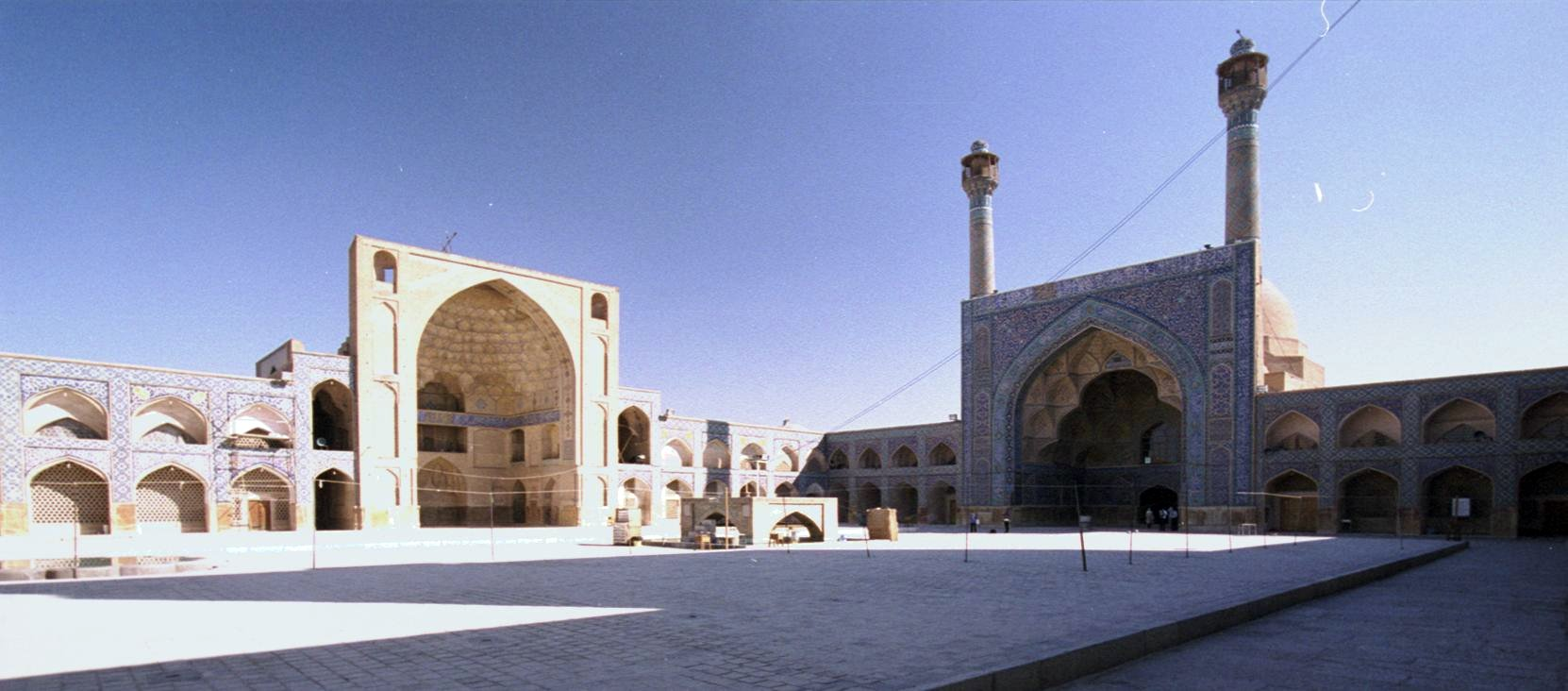
Freitagsmoschee von Isfahan

Die Freitagsmoschee von Isfahan ist die älteste erhaltene Moschee der Seldschukenzeit. Der ursprüngliche Bau war unter dem Abbasidenkalifen al-Mansūr (reg. 754–775) als klassische Hofmoschee aus Lehmziegeln errichtet worden. Sultan Malik Şah I. (reg. 1072–1092) ließ das Bauwerk wiederherstellen und erweitern. Den Bauinschriften zufolge entstanden unter Malik Şah die große Mihrabkuppel sowie die kleinere, ebenfalls überkuppelte Nordhalle. Der seldschukische Großwesir Nizām al-Mulk und sein Rivale Tadsch al-Mulk errichteten um 1080 zwei Kuppelbauten entlang der Längsachse des Hofs. Die Kuppel Nizams ruht auf acht schweren, mit Stuck überzogenen Pfeilern, die wahrscheinlich aus einer früheren Bauphase stammen, und öffnet sich auf drei Seiten mit neun Bögen zur Gebetshalle hin. Einige Jahrzehnte später wurde die Balkendecke der Halle durch Hunderte von Kuppeln ersetzt. In einer dritten Bauphase entstanden vier Iwane jeweils im Zentrum der Fassaden des Innenhofs. In seldschukischer und timuridischer Zeit wurden Hoffronten und die Innenseite der Iwane mit glasierten Kacheln verkleidet. Die geometrische, kalligrafische und florale Ornamentierung verkleidet und verbirgt die durch die Lastenverteilung des Baukörpers bedingte Bauform. Damit war eine architektonische Tradition begründet, die für die Bauten des Islamischen Ostens der nachfolgenden Zeit stilbildend wurde.

#### Große Moscheen von Qazvin und Zavareh
Spätere seldschukische Moscheebauten wurden nach dem Vorbild des Bauwerks Malik Şahs I. in Isfahan errichtet. Auch hier wurden oftmals ältere Hallenmoscheen aus abbasidischer Zeit überarbeitet. Die Freitagsmoschee von Qazvin (errichtet 1113 oder 1119) besitzt eine Kuppel, die auf einfachen, aber monumental wirkenden Trompen und starken Ziegelmauern ruht. Eine um die Trompenbögen der Kuppel laufende kalligrafische Bauinschrift in Naschī-Schrift weist als Bauherrn Muhammad I. Tapar aus, den Sohn Malik Şahs.
Die Freitagsmoschee von Zavareh in der Provinz Isfahan (1135) vereinigt in ihrer Baugestaltung alle Innovationen der großseldschukischen Architektur: Sie besitzt eine 7,5 m weite Mihrabkuppel, vier Iwane und ein Minarett. Hier ist der Vier-Iwan-Plan erstmals in einer seldschukischen Moschee verwirklicht. Durch versetzte Anordnung der Ziegelsteine entstehen geometrische Muster im Bereich der Trompen und in der Kuppel selbst.

#### Große Moschee von Ardestan

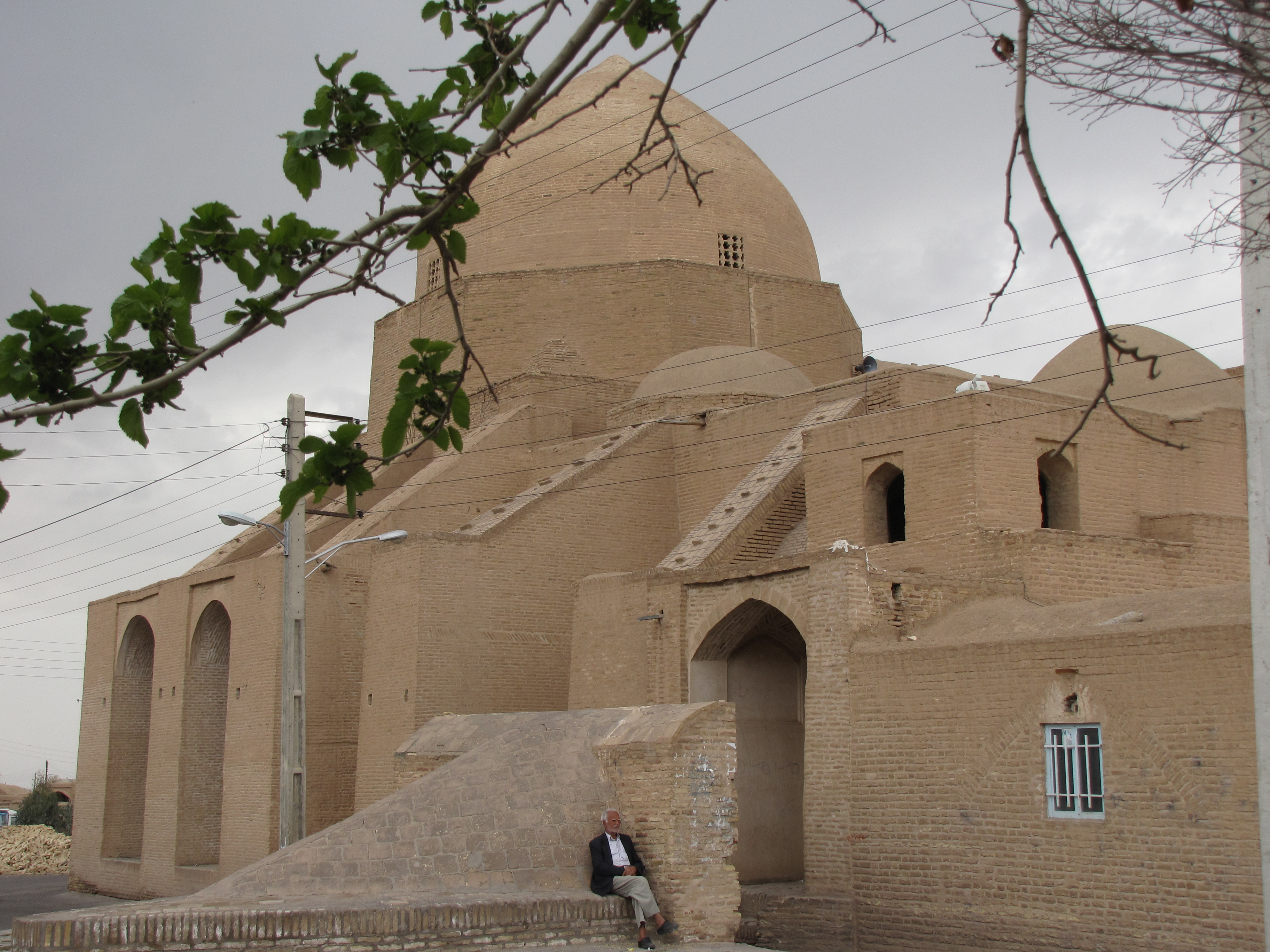
Außenansicht der Moschee von Ardestan

Nach dem Vorbild der Freitagsmoschee von Zavareh entstanden zahlreiche weitere seldschukische Vier-Iwan-Moscheen, darunter auch die von Ardestan (1158), nur 15 km entfernt von Zavareh gelegen. Bei dieser ist der obere Teil der Ziegelwände im Inneren wiederum von einer kalligrafischen Inschrift in Thuluth-Schrift umgeben. Darüber setzen die Trompen und die 9,30 m durchmessende Mihrabkuppel an, die derjenigen des Tadsch al-Mulk in der Freitagsmoschee von Isfahan ähnlich sieht. Die Gestaltung der Trompen, die vom quadratischer Unterbau in die Kuppel überleiten, zählt zu den Meisterwerken des seldschukischen Kuppelbaus. Auch hier bilden versetzt verlegte Ziegelsteine ein Muster im Mauerwerk. Im Unterschied zu anderen seldschukischen Bauten sind hier die Innenflächen der Bogen zwischen den Pfeilern mit Stuck überzogen und mit kalligrafischen Inschriften und Stuckornamenten dekoriert. Im Gegensatz zum reichen Innendekor bilden die Außenwände ein System massiver Backsteinwürfel ohne jeden Schmuck. Auf quadratischem Sockel, von einer achteckigen Übergangszone leicht abgesetzt, verjüngt sich nach oben hin zugespitzt die Kuppel. Bei dieser Moschee ist der nördliche Iwan deutlich monumentaler gestaltet als der eigentlich bedeutendere Iwan in Qiblarichtung. Dieser ist dagegen durch zwei seitliche, niedrigere zweigeschossige Nebeniwane und zwei Minarette hervorgehoben.

### Madrasas
Nur wenige Beispiele für diesen bedeutenden Bautyp sind aus großseldschukischer Zeit bekannt und erhalten. Im Jahr 1046 errichtete Tughrul Beg eine Madrasa in Nischapur. Aus der Zeit Malik Şahs I. stammt die Heydarieh-Madrasa in Qazvin. Sie besitzt eine Kuppelhalle mit einfachen Trompen und starken Ziegelwänden. Mit weiten Bögen, deren obere Abschnitte gänzlich von einer monumentalen kufischen Inschrift eingenommen werden, öffnet sie sich nach drei Seiten hin. Der seldschukische Wesir Nizām al-Mulk (1018–1092) ließ einige bedeutende Madrasas errichten, die als Nizāmīya (al-Madrasa al-Niẓāmīya) bekannt sind, um seine schafiitische Rechtsschule (madhhab) zu verbreiten: 1067 in Bagdad, ferner unter anderem in Nischapur und in seinem Geburtsort Tūs. Bekannt und archäologisch erforscht sind nur zwei iranische Nizamiyye-Madrasas, in Chargird (1087) und in Rey. Aus dem archäologischen Befund geht jedoch nur hervor, dass die Bauten Iwane besessen haben könnten.

### Karawansereien
Der Karawanenhandel auf dem Landweg erforderte sichere Unterkünfte für Menschen, Tiere und Waren im Abstand einer Tagereise. In karachanidischer Zeit (8.–9. Jahrhundert) entwickelte sich aus dem Bautyp der arabischen Grenzfestung (Ribat) die Karawanserei. Im Ribat-i Scherif, einer repräsentativen Karawanserei im nordostiranischen Chorasan, führt ein schmales Tor zunächst in einen arkadengesäumten Eingangshof. Dieser ist durch eine durchgehende Mauer mit engem Durchlass von einem zweiten, längeren Innenhof getrennt. Dieser besitzt ein zentrales Wasserbecken und einen reich ornamentierten, höheren Hauptiwan. Die inneren Fassaden des Hofs sind mit Ornamenten aus versetzt verlegten Ziegeln dekoriert. Die Höfe sind von einzelnen Räumen umgeben, die sich jeweils zum Innenhof öffnen. Die Haupträume, beispielsweise hinter dem Nordiwan, sind überkuppelt.

### Grabbauten

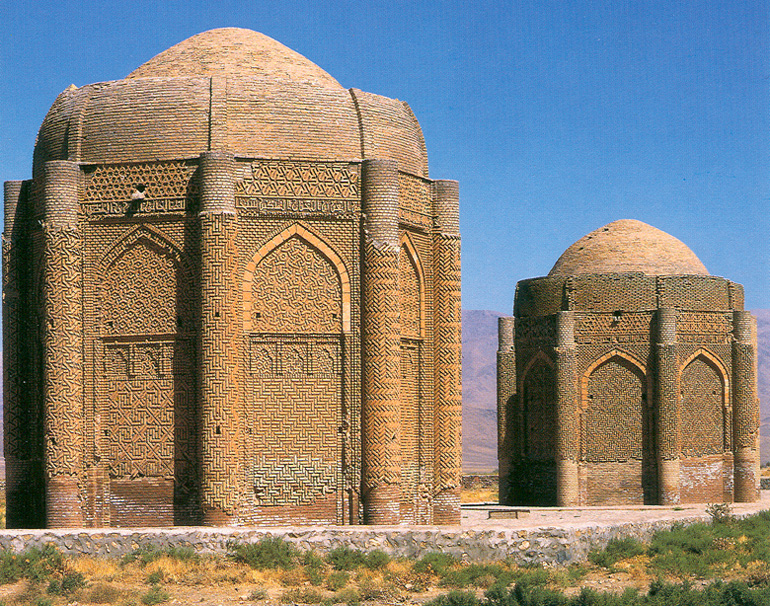
Charaghan-Grabtürme

Seldschukische Grabmäler (türkisch türbe oder kumbet) folgen der Bautradition des arabisch-islamischen, meist freistehenden Grabbaus, der Qubba. Auch in der traditionellen persischen Architektur sind Grabtürme mit Kuppel- oder Kegeldach (Gonbad) bekannt. Als Vorbild kann der Gonbad-e Qabus gelten, errichtet in den ersten Jahren des 11. Jahrhunderts durch den Ziyariden-Herrscher Qabus (reg. 978–981 und 987–1012) in der nordiranischen Provinz Golestan.
Die turmartigen Zentralbauten der Grabarchitektur besitzen eine polygonale symmetrische Grundfläche und ein schlankes, halbrundes, pyramiden- oder kegelförmiges Dach. Der innere Übergang zur Kuppel erfolgt bei den seldschukischen Grabtürmen durch Reihen übereinandergestellter Kielbögen. Häufig wurden die Grabmäler der Stifter religiöser Bauwerke in ihre Bauten integriert. Bekannte Grabbauten der großseldschukischen Architektur sind die Charaghan-Grabtürme in der Provinz Qazvin  zwischen den nordiranischen Städten Qazvin und Hamadan, aus dem 11. Jahrhundert.

## Architektur der anatolischen Seldschuken
Die Seldschuken waren die ersten islamischen Herrscher in Kleinasien. Sie führten erstmals Elemente der islamischen Architektur in Anatolien ein. Dabei übernahmen sie die im Iran entwickelte Bauweise der Großseldschuken, verwendeten dabei jedoch nicht Backstein und Mörtel, sondern Hausteine. Lediglich höher aufragende Bauteile wurden in Ziegelbauweise errichtet. Bedeutende seldschukische Bauten sind heute noch in der ehemaligen Hauptstadt Konya, sowie in den Städten Alanya, Erzurum, Kayseri und Sivas erhalten.
Abweichend von der Architektur der persischen Großseldschuken hat die rum-seldschukische Architektur in Anatolien einen eigenen Weg eingeschlagen, indem sie sich eher an syrischen Baustilen orientierte: Architektonisch bedeutsame Bauelemente wie die großen Portale sind häufig aus abwechselnd verbauten hellen und dunklen Steinblöcken errichtet. Diese als Ablaq (arabisch أبلق, DMG ʿablaq ‚mehrfarbig, wörtl. scheckig‘) bekannte Mauerweise kennzeichnet die syrische Architektur des 12. Jahrhunderts. Im Jahr 1109 wurden Reparaturarbeiten an der Umayyaden-Moschee in Damaskus mit Mauerwerk im Ablaq-Stil ausgeführt. Deren Kuppel war schon Ende des 11. Jahrhunderts von Malik Şah I. wieder aufgebaut worden, der auch die Große Moschee von Diyarbakır umgestaltet hatte. Der Name eines der inschriftlich erwähnten Baumeister der Alâeddin-Moschee von Konya, Muḥammad Ḥawlan al-Dimischqī („der Damaszener“), deutet nach Aslanapa darauf hin, dass er diesen Stil aus dem damals von den Zengiden beherrschten Syrien nach Konya gebracht haben könnte. Syrische Architekten erbauten für Kılıç Arslan II. und Kai Kaus I. auch die Festungsanlagen von Antalya, Alanya und Sinop, sowie die Sultanhanı-Karawanserei bei Aksaray.

### Epoche der seldschukischen Emirate
Die erste uns bekannte Große Moschee, die in Anatolien erbaut wurde, war die 1091 vom rum-seldschukischen Sultan Malik Şah errichtete Große Moschee von Diyarbakır. Unter den Seldschukensultanen Kai Kaus I. (1210/11–1219) und Kai Kobad I. (1220–1237) erreichte die seldschukische Architektur in Anatolien ihre „klassische Periode“. Es entstanden zahlreiche religiöse Stiftungen (Waqf), die der Finanzierung von Baukomplexen dienten. Diese bestanden meist aus einer Moschee, einer Medrese, angeschlossen waren oft ein Bad (Hammam), Küchen (Imaret) oder ein Krankenhaus. Der aufblühende Handel verlangte nach festen und sicheren Unterkünften (Karawansereien) entlang der Handelswege.

#### Frühe Moscheebauten
Die großseldschukische Architektur hatte eine Baugestalt entwickelt, die für die spätere osmanische Architektur stilbildend werden sollte: Die Moschee mit einer Hauptkuppel über der Mihrabnische. Eine der ersten Moscheen dieses Bautyps war die Freitagsmoschee von Siirt, die 1129 unter Mughīth al-Dīn Mahmud, einem Sultan aus der Dynastie der Großseldschuken errichtet wurde. Dieser regierte 1119–1131 als Vasall des obersten Sultans Sandschar Westiran und den Irak. Die Große Moschee von Siirt stellt somit ein Bindeglied zur Architektur der iranischen Großseldschuken dar. Der ursprüngliche Bau besaß eine Kuppel, die auf Trompen ruhte und von vier Ziegelpfeilern gestützt wurde. Später wurden auf der Ost- und Westseite jeweils Nebenkuppeln sowie eine Iwan mit zwei senkrecht dazu stehenden Gewölbe angefügt. Das schiefe Minarett, heute ein Wahrzeichen der Stadt, erinnert an das Backsteinminarett der Großen Moschee von Mossul, wenngleich das Minarett in Siirt einfacher und archaischer gestaltet ist.
Die Große Moschee von Dunaysir, heute Kızıltepe in der Provinz Mardin in Südostanatolien, ist ein Hauptwerk der ortoqidischen Architektur. Ähnlich wie in Diyarbakır hatten einst zweistöckige Riwaqs einen Innenhof (Sahn) nach drei Seiten hin umschlossen. Die Fassade der Gebetshalle wies reich dekorierte Portale und äußere Mihrabnischen auf. Die drei Schiffe der Gebetshalle sind mit Tonnengewölben überwölbt. Über der inneren Mihrabnische erhob sich eine Kuppel von etwa 10 m Durchmesser, die zwei Schiffe überschnitt. Die Gebetsnische wird flankiert von zwei Säulen mit Muqarnas-Kapitellen. Sie hat die Form einer Muschel unter einem Siebenpass-Bogen und ist mit tief eingeschnittenen Reliefs verziert. Auch der Bauplan dieser Moschee folgt demjenigen der Umayyaden-Moschee.
Die Große Moschee von Harput, vom ortoqidischen Emir Fahrettin Karaslan zwischen 1156 und 1157 erbaut, besitzt nur einen sehr kleinen Innenhof, der drei Arkadenbögen lang und zwei Bögen weit ist. Sie ist von zweischiffigen Riwaqs gesäumt und grenzt an eine dreischiffige Gebetshalle. Bei der Koluk-Moschee in Kayseri, einer Gründung der Danischmenden aus der zweiten Hälfte des 12. Jahrhunderts, ist der Sahn auf die Breite eines einzigen Bogens verringert, der von einer Kuppel überragt wird. Unter dieser befindet sich ein Wasserbecken.

#### Große Moschee von Divriği
Divriği, die Hauptstadt der Mengücek, ist bekannt wegen ihrer Großen Moschee und des angrenzenden Krankenhauses (darüşşifa). Die Moschee wurde 1228 von Ahmetschah erbaut, das Krankenhaus im gleichen Jahr durch Turan Melek Sultan, Tochter des Herrschers von Erzincan, Fahreddin Behramschah. Das 63 × 32 m große rechteckige Gebäude erstreckt sich in nord-südlicher Richtung. Im Süden nimmt das Krankenhaus etwa ein Drittel der Grundfläche ein, sein einziger Eingang befindet sich an der Westseite. Die nördliche Längswand des Krankenhauses ist zugleich die Qibla-Wand der Moschee. Deren Gebetshalle wird durch vier Pfeilerreihen in fünf Schiffe unterteilt, wobei das Mittelschiff deutlich breiter ist als die beiden Seitenschiffe. Vom Haupteingang im Norden fällt der Blick durch die mittlere Pfeilerreihe auf den zentralen Mihrab. Der zweite Eingang führt von der Westwand in den Zwischenraum des mittleren Pfeilerpaares. Das an die Pfeilerhalle der Moschee angebaute Krankenhaus ist ein geschlossener Kuppelbau mit vier kreuzförmig angeordneten Iwanen um den zentralen Saal. Die Wände sind aus gleich großen Steinquadern von etwa 40 cm Höhe und 40–100 cm Kantenlänge gemauert. Beide Gebäude zählen zum UNESCO-Welterbe in der Türkei.

#### Medresen der seldschukischen Emire
Eine der ältesten Medresen aus der Zeit der seldschukischen Emirate ist die Yağıbasan-Medrese in Tokat: 1151–57 erbaut vom Danischmenden-Emir Yağıbasan, weist sie auf asymmetrischem Grundriss zwei Iwane auf, die sich auf einen Innenhof mit Trompenkuppel öffnen. Das Mauerwerk besteht aus rohen Bruchsteinen und weist im heutigen Zustand keine weitere Dekoration auf. Die Masʿudiyya-Medrese (1198–1223} an der Nordarkade der Großen Moschee von Diyarbakır wurde unter dem ortuqidischen Emir Qutb ad-Din Sökmen (II.) ibn Muhammad vom Architekten Dschafar Ibn Muhammad aus Aleppo erbaut. Sie weist nur einen großen Iwan auf, zweigeschossige Arkadengänge an drei Seiten des Hofes bilden einen Kreuzachsengrundriss, der sich am Nordportal orientiert. Ein Beispiel für eine Medrese/Darüşşifa mit offenem Innenhof findet sich in dem eingeschossigen Stiftungsbau des Kai Kaus I., der Şifaiye-Medrese in Sivas (1217–18). Der Steinbau besitzt einen nur an den Längsseiten von Arkadengängen gesäumten rechteckigen Hof mit nur einem großen Iwan gegenüber dem Hauptportal. Eine Kreuzachse ist durch weitere Arkadenbogen herausgestellt. Auf der rechten Seite des Hofes befindet sich die aus Ziegeln errichtete Türbe des 1219 verstorbenen Emirs.

### Moscheebau der Rum-Seldschuken

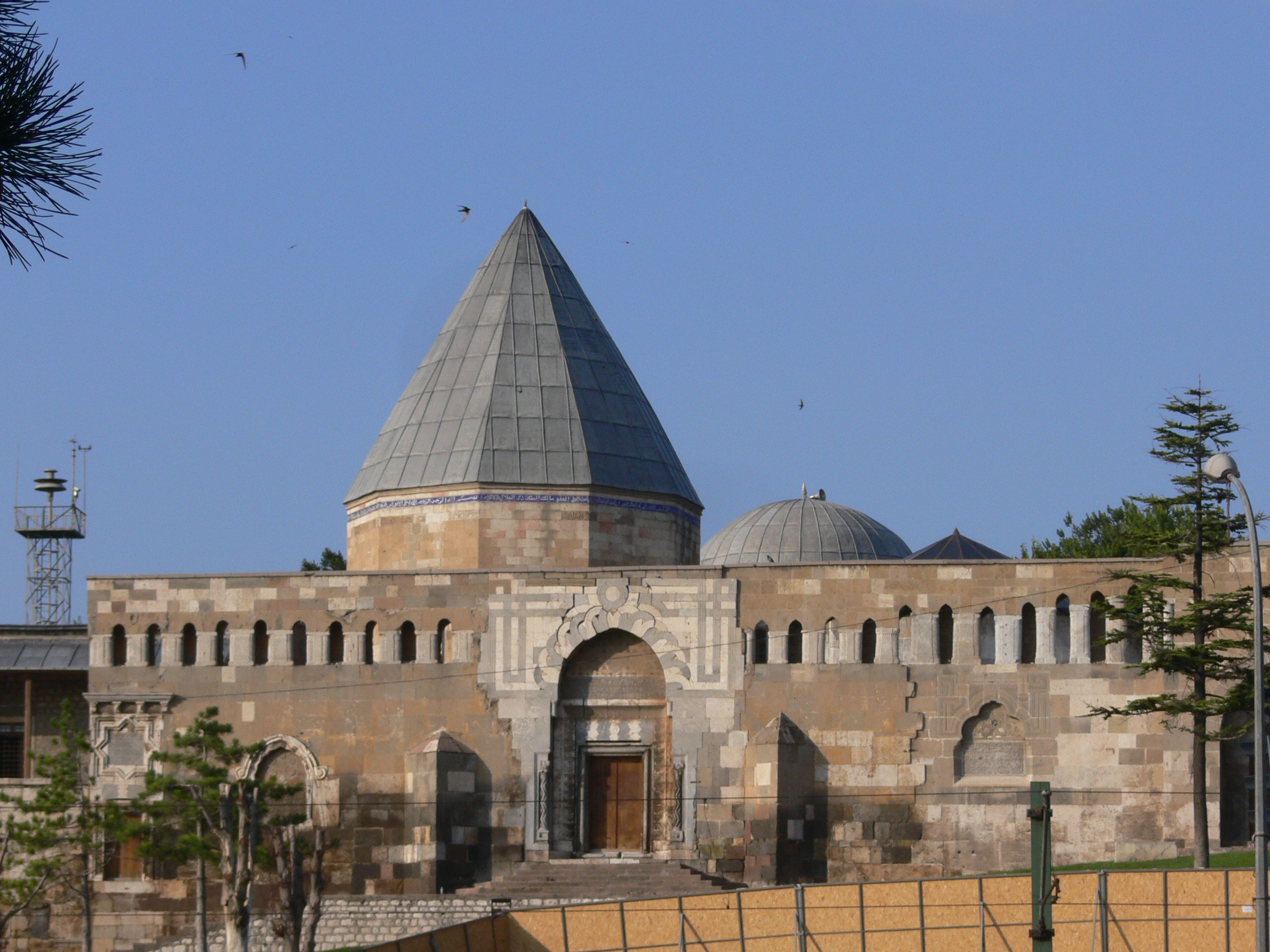
Alâeddin-Moschee von Konya

Eine der ältesten seldschukischen Moscheen in Anatolien ist die Alâeddin-Moschee von Konya, begonnen um 1150 von Rukn ad-Dīn Mas'ūd und vollendet 1219 von ʿAlāʾ ad-Dīn Kai-Qubād I. Die architektonische Gestaltung orientiert sich noch stark an der arabischen Hallenmoschee, der zentrale Abschnitt der Gebetshalle mit einer Mihrabkuppel entspricht eher der anatolischen Bautradition. Der Grundriss ist unregelmäßig, zwei Grabmäler im Innenhof sind noch nicht, wie später üblich, vollständig in den Bau integriert. Die Säulen der flach mit Holzbalken gedeckten Gebetshalle sind antike Spolien. Der Hof ist von Mauern umgeben, die nur im oberen Viertel der repräsentativen Nordfassade schmale offene Spitzbogen auf eher plumpen Pfeilern aufweisen; über den Portalen befinden sich breitere Spitzbogennischen.
Die letzte von den Rum-Seldschuken in Konya erbaute Moschee ist die Sahip-Ata-Moschee (1258). Ihr Hauptportal (tac kapı) weist ein filigranes Muqarnas-Dekor auf. Die Fassade ist durch versetzt verlegte, teils blau glasierte Ziegel dekoriert, die in monumentaler Quadratkufischrift die Namen der Kalifen Abū Bakr und ʿAlī wiedergeben.
Ein Moscheebau der Spätzeit, gleichzeitig eine der wenigen aus seldschukischer Zeit erhaltenen Moscheen mit Holzsäulen und Hozdach ist die Eşrefoğlu-Moschee in Beyşehir, deren Innenausstattung mit Fayencekacheln zu den Meisterwerken des seldschukischen Stils der islamischen Keramik gezählt werden.

### Medresen

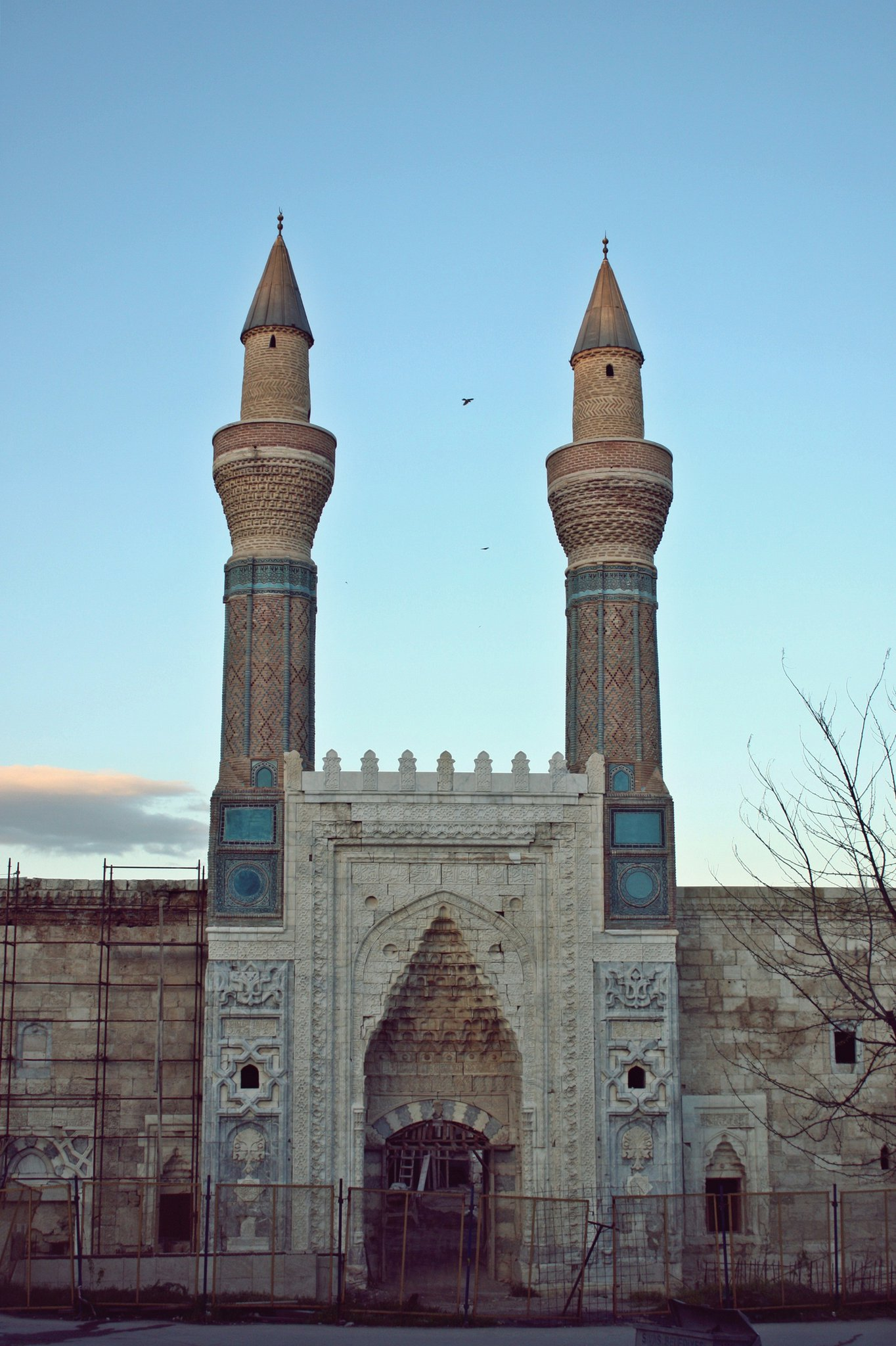
Gök-Medrese in Sivas

Die kleinasiatischen Medresen aus rum-seldschukischer Zeit sind meist kleiner als die persischen. Oft ist das Grabmal des Erbauers in die Anlage integriert. Neben Bauten mit einer Zentralkuppel finden sich auch solche mit einem rechteckigen Innenhof (avlu) und einem einzigen großen Iwan gegenüber dem Eingang. Die seldschukischen Medresen wurden am 15. April 2014 zur Aufnahme in die Liste des UNESCO-Welterbes vorgeschlagen.

#### Medresen in Erzurum
Zwei bedeutende seldschukische Medresen, die Çifte-Minareli-Medrese (um 1230–1270) und die Yakutiye-Medrese (1310/11), befinden sich im Stadtzentrum von Erzurum. Eines der ursprünglich zwei typisch seldschukischen Backsteinminarette ist noch erhalten. Detaillierte Baubeschreibungen finden sich im Artikel zur Stadt Erzurum.

#### Medresen in Konya und Sivas
Bei der Sırçalı- („Mosaik-“) Medrese in Konya von 1242 besitzt der ungefähr quadratische Iwan an der südlichen Rückwand eine Gebetsnische und seitliche Kuppelräume. Zentral im Innenhof liegt ein Wasserbecken. Der kleine Grabraum ihres Stifters Bedreddin Muslih liegt an der Westseite des großen Eingangsportals im Osten.
Bei der İnce-Minareli-Medrese („Medrese mit dem dünnen Minarett“; 1260–65) in Konya ist das Eingangstor so weit vergrößert, dass es fast die gesamte Fassade einnimmt. Kalligrafien in Thuluth-Schrift geben die ersten 13 Verse der 36. Sure des Koran, Ya-Sin, sowie die Sure al-Fātiha wieder. Die Inschrift der obersten Rosettenreliefs des Eingangstors nennt auch in kufischer Schrift den Namen des Architekten: Kelük bin-Abdullah. Der Innenhof der Medrese ist überkuppelt, innen ist die Kuppel mit dunkelviolett- und türkisfarbenen Kacheln ausgekleidet. Um die Basis der Kuppel verläuft eine Inschrift: „Il-mülkü l'illah – Gottes ist das Eigentum“.
Wie die İnce-Minareli- ist auch die Gök- („Blaue“) Medrese in Sivas eine Stiftung des rum-seldschukischen Großwesirs Sahip Ata (gest. 1288/1289). Ursprünglich war der Bau zweigeschossig angelegt, nur das untere Geschoss ist erhalten. Der Baukomplex (külliye) besaß ein Hamam und eine Küche (İmaret). Der 31,5 m breite Bau mit einem 24,3 x 14,4 m messenden Innenhof im klassischen Vier-Iwan-Schema besitzt wie die meisten Bauwerke Sahip Atas zwei hier 25 m hohe Minarette zu beiden Seiten des typisch seldschukischen Eingangsportals. Ungewöhnlich für die seldschukische Architektur sind die mit zwei ungleich weiten, von außen nicht sichtbaren und mit blauglasierten Kacheln gedeckten Kuppeln versehenen Räume im Innenhof hinter der Eingangsfassade. Die Mauern der Medrese bestehen aus Kalkstein, die Türben und Minarette aus Ziegeln; das Hauptportal ist vollständig, einzelne Details wie die Kapitelle der Säulen sind in Marmor ausgeführt. Die kleinere Buruciye-Medrese in Sivas (1271) weist einen symmetrischeren Vier-Iwan-Bauplan auf als die Gök-Medrese.

### Karawansereien

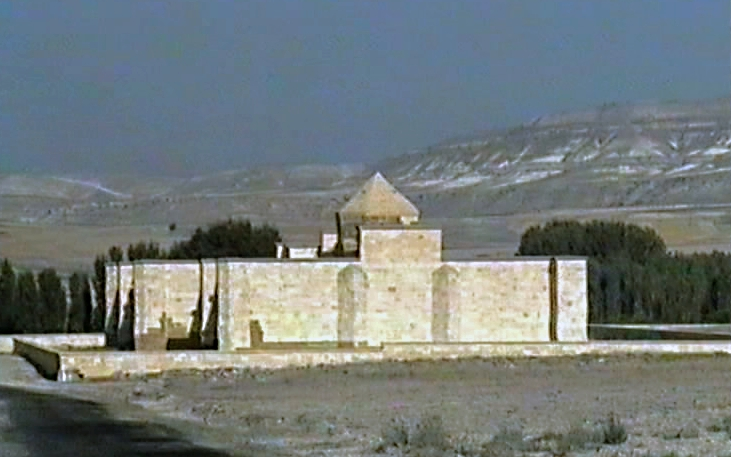
Sarihan bei Avanos

Zurzeit sind etwa 200 seldschukische Karawansereien bekannt, von denen noch etwa 100 in unterschiedlichem Zustand erhalten sind.
In der Architektur der anatolischen Hans oder Karawansereien können drei Typen unterschieden werden: Ein einfacher ummauerter Hof, wie im Evdir Han (1215), eine einfache Säulenhalle wie im Ciftlik Han, oder eine Halle mit vorgeschaltetem Hof, wie beispielsweise im Alayhan nahe Aksaray, im Kırkgöz Han (1237–1246) in Antalya, oder im Sarıhan (1200–1250) in Avanos. Bei letzterem ist eine Längsseite des Hofes als offene Arkade gestaltet, die gegenüberliegende Seite weist geschlossene Räume auf. Ein monumentaler Hauptiwan bildet den Eingang zur Halle. Im Tuzhisari Han in Kayseri (1202) befindet sich im Zentrum des Innenhofes ein repräsentativer Kioskbau, der von vier Pfeilern auf Spitzbogen getragen wird. Der Durchgang unter den Spitzbogen bleibt in beiden Hauptachsen offen. Die Baugestaltung dieses Kiosks mit einem Gebets- oder Aufenthaltsraum im Obergeschoss findet sich auch bei Grabmälern. Steile Treppen zur Rechten und Linken des in der Hauptachse liegenden Bogens führen in eine kleine Mescit im Obergeschoss. Diese Räume waren meist überkuppelt. Die Kuppeln sind heute meist nicht mehr vorhanden, reich mit Muqarnas („Tropfsteingewölben“) verzierte Trompen finden sich noch häufig. Die Außenfassade des Eingangsportals ist durch einen monumentalen Iwan mit einer Muqarnas-Nische und zwei seitliche, massive Bündelsäulen betont.
Der Ağzıkarahan (1231), etwa 15 km östlich von Aksaray weist ebenfalls einen Kiosk im Innenhof auf. Der Hof besitzt keine Iwane, stattdessen sind die Eingangsportale mit Ornamenten und Kalligrafien reich verziert und hervorgehoben. Auch hier liegen geschlossene Räume auf einer Längsseite des Hofes, während die beiden anderen Seiten zum Hof hin offene Arkaden aufweisen. Ähnlich wie beim Tuzhisari Han in Kayseri leiten auch hier steile Treppen rechts und links des Spitzbogens hoch zur Mescit im Obergeschoss. Die Unterseiten der Treppen sind im Ağzıkarahan mit Muqarnas ornamentiert. Eine der größten seldschukischen Karawansereien ist das Sultanhanı (1229) nahe Aksaray.

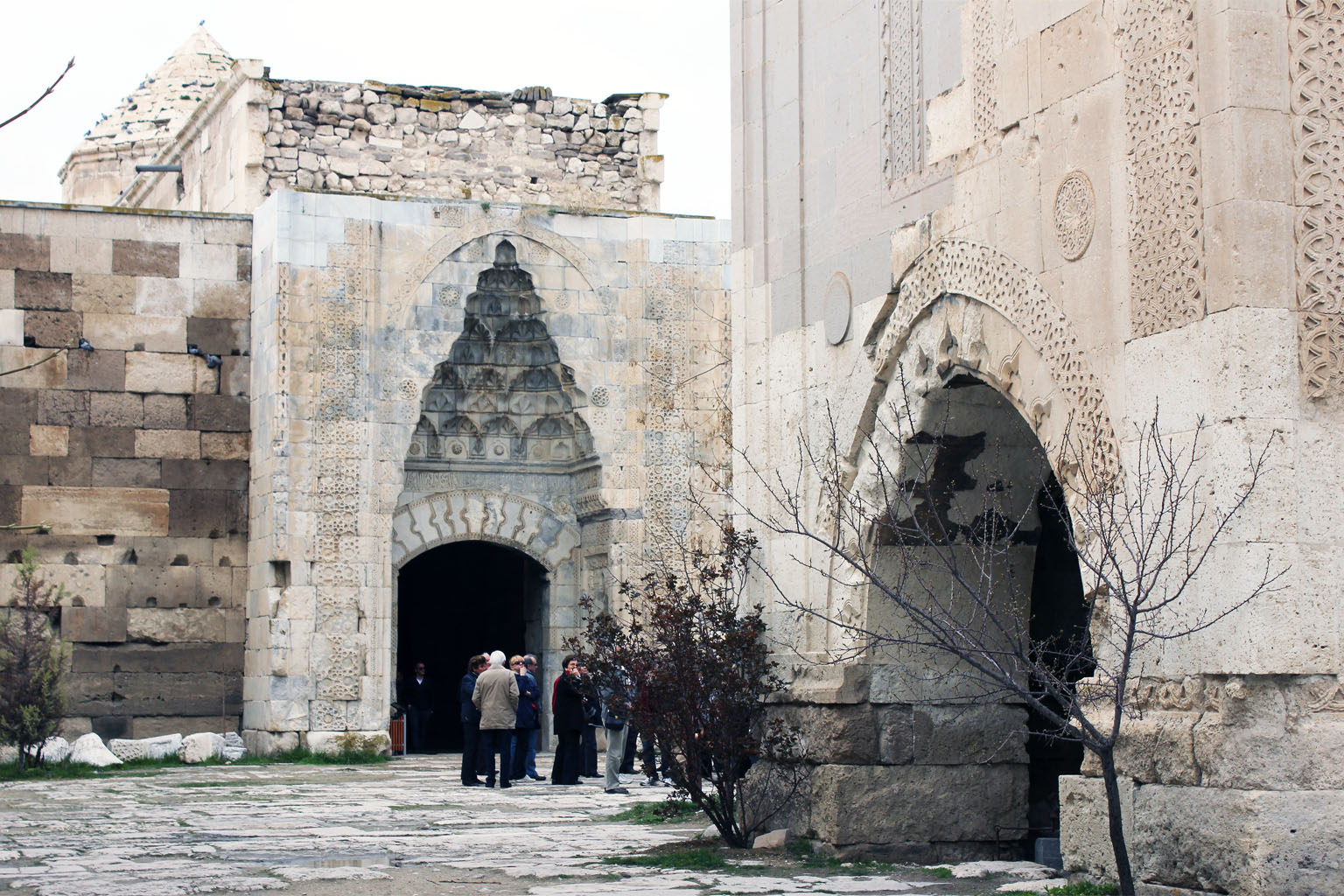
Karawanserei Sultanhanı
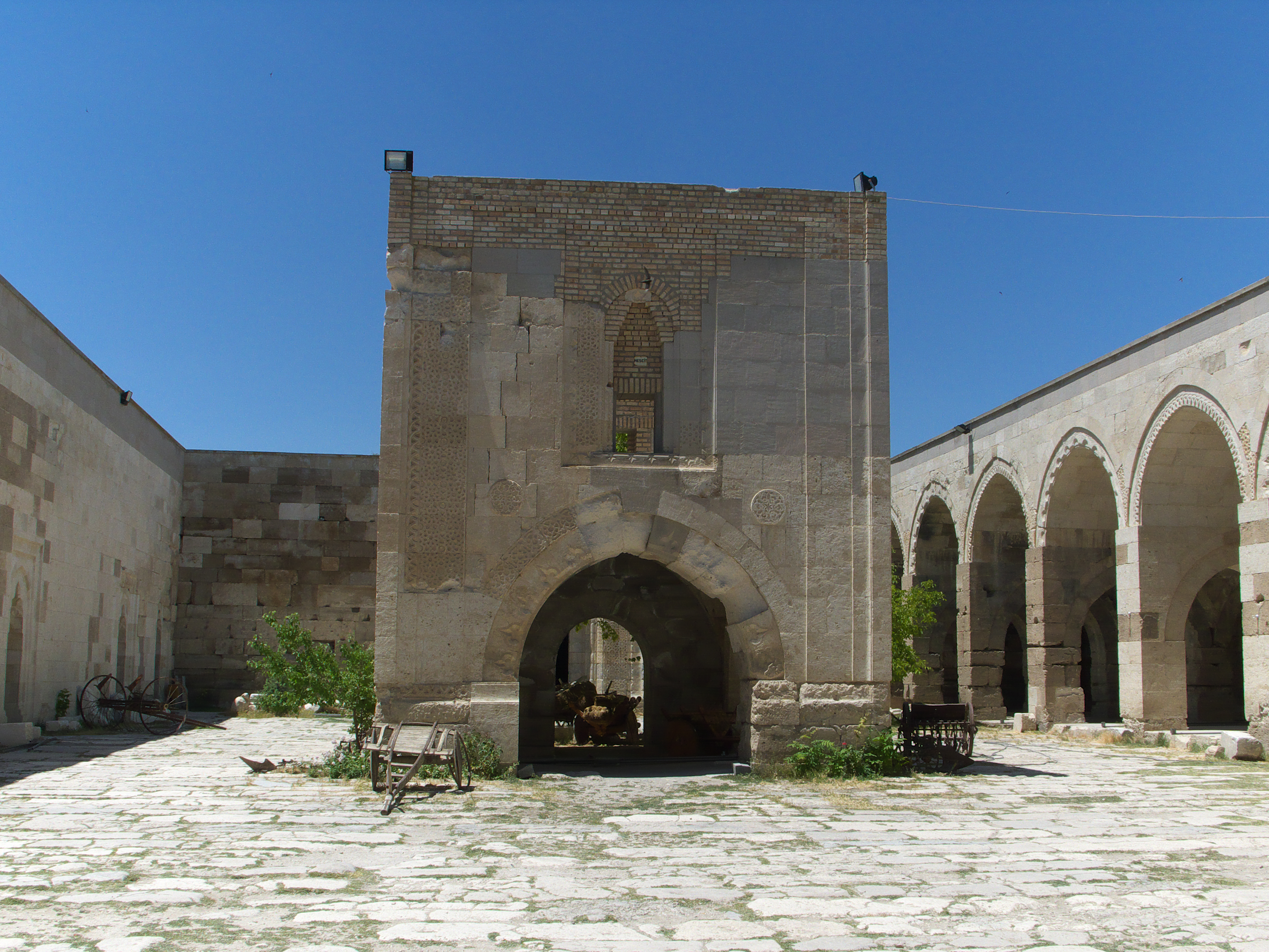
Innenhof der Sultanhanı, Aksaray
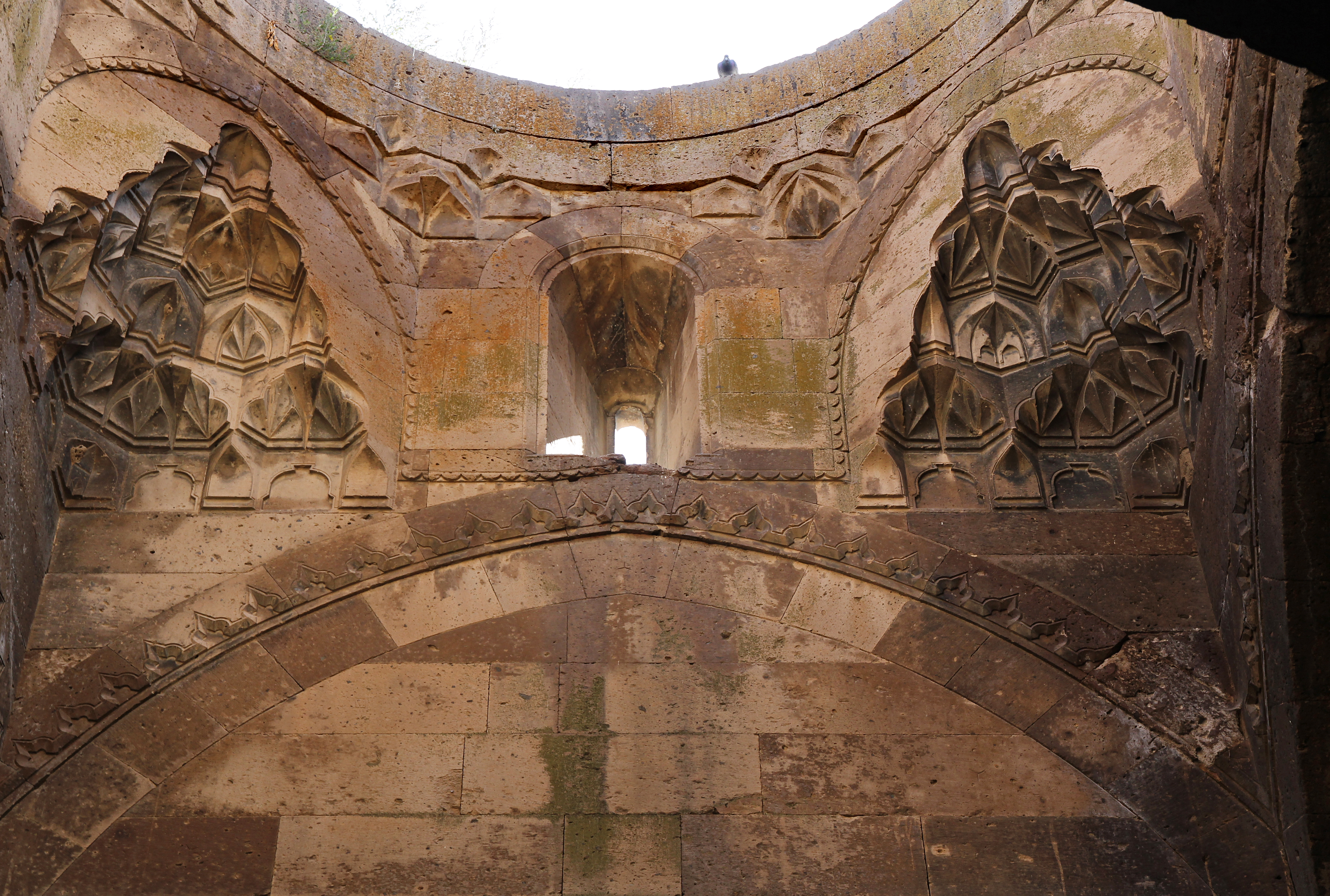
Muqarnas-Trompen der Mescitkuppel des Ağzıkarahan
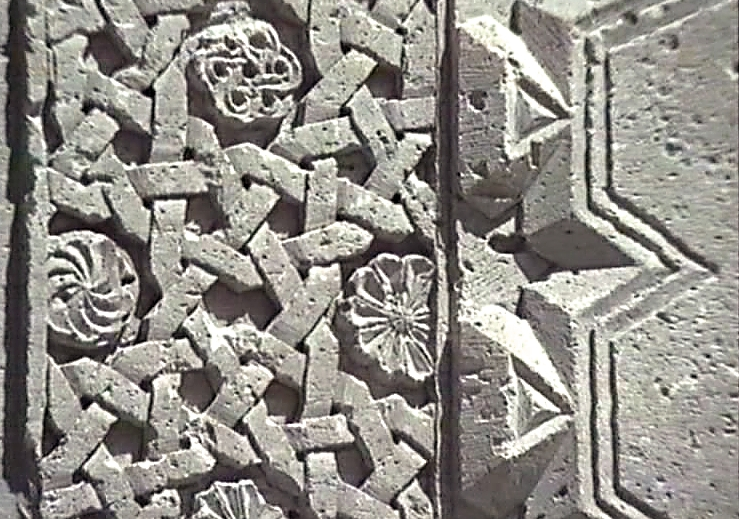
Ornamentschmuck am Hofportal des Ağzıkarahan

### Grabmäler

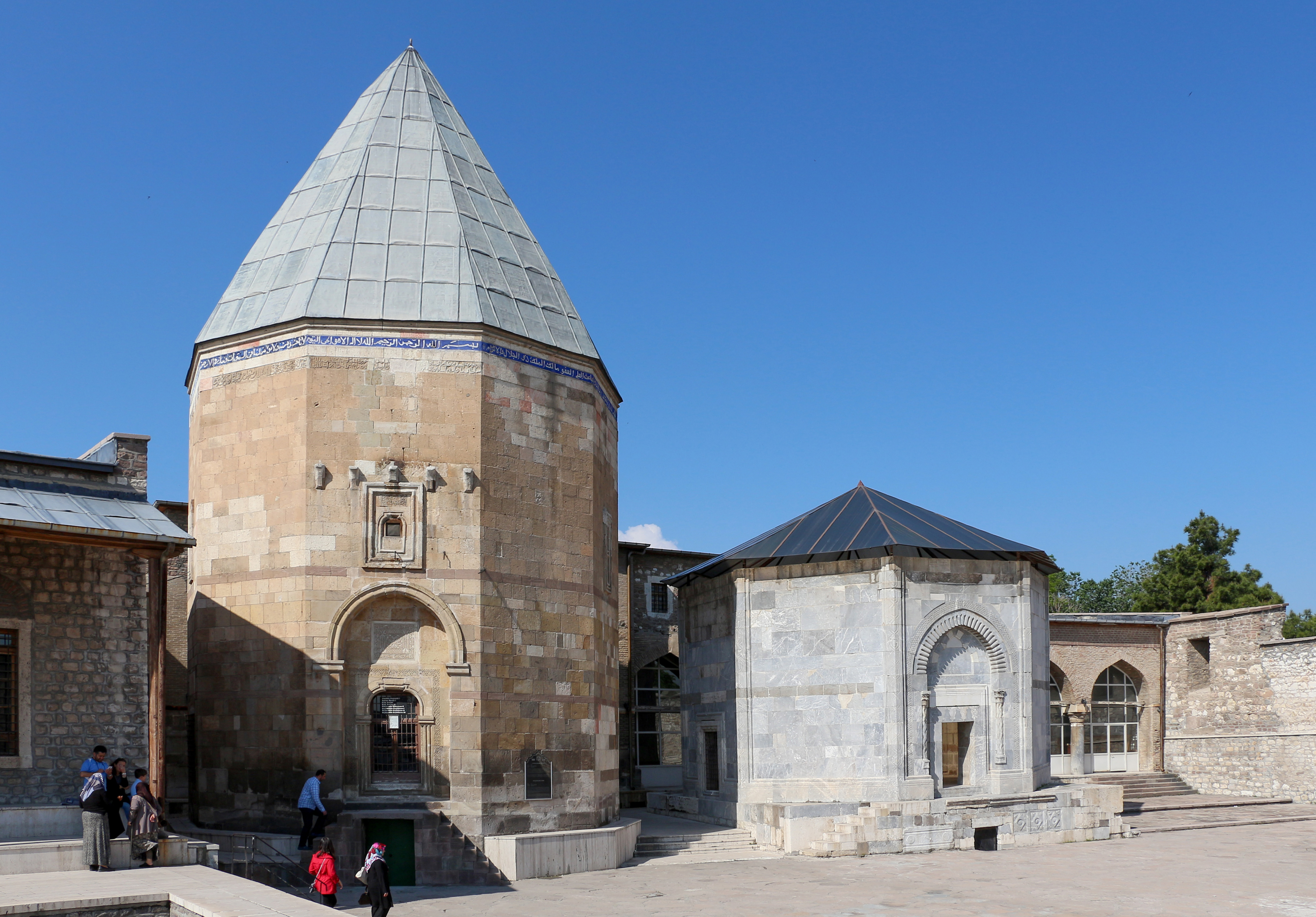
Türben der Alaeddin-Moschee, Konya

Die ältesten bekannten seldschukischen Grabbauten in Anatolien sind die Halifet-Ghazi-Kumbet (1145–46), Teil der Külliye des Danischmenden-Emirs Halifet Alp ibn-Tuli in Amasya. Der archaisch anmutende Bau besaß einst ein pyramidenförmiges Dach. Die Nische über dem Eingang ist das älteste bekannte steinerne Muqarnas-Halbgewölbe in der Architektur Kleinasiens. Die Sitte-Melik-Kumbet in Divriği, Provinz Sivas, wahrscheinlich 1196 für den Mengücekiden-Emir Suleyman ibn Said al-Din Şahinschah (1162–1198) errichtet, weist einen ähnlichen prismatischen Grundriss auf, die Ornamente dieses Bauwerks sind aber schon deutlich eleganter und einheitlicher gestaltet als die der Halifet-Ghazi-Kumbed.
Einen zwölfeckigen Grundriss weist das Mausoleum des Kılıç Arslan I. (vor 1192) im Innenhof der Alâeddin-Moschee von Konya auf. Das Grabmal des İzzedin Kai Kaus im darüşşifa von Sivas ist zehneckig. Dieses Monument wurde vom Architekten Ahmad von Marand erbaut, dessen Name in der monumentalen kufischen Inschrift aus türkis-, purpur- und weißglasiertem Mosaik auf rotem Ziegelgrund über dem Hauptportal des Krankenhauses überliefert ist. Die achteckige Türbe der Frau Sultan Kai Kobads I., Hunat Hatun, in Kayseri besitzt auf jeder Wand Blindbögen mit reich dekorierten Zwickeln. Die Ecken sind mit kleinen Säulen geschmückt, die auf einem Muqarnas-Gesims ruhen und in einem weiteren Gesims enden, welches den Übergang zum pyramidenförmigen Dach markiert. Ebenfalls in Kayseri steht die Döner-Kumbet, wahrscheinlich um 1275 für die Prinzessin Schah Dschihan Hatun errichtet. Ihre zwölf Seiten sind mit blinden Spitzbögen versehen, über denen ein Muqarnas-Sims zum zeltartigen Dach überleitet. Obwohl aus Stein gearbeitet, sind die Dachplatten so behauen, dass sie Bleiplatten ähnlich sehen. Die Baugestalt dieses Kumbet ist der Architektur der Kuppellaternen armenischer Kirchen des 10. und 11. Jahrhunderts so ähnlich, dass Hoag (2004) einen armenischen Einfluss für wahrscheinlich hält.